# Albrecht von Goertz

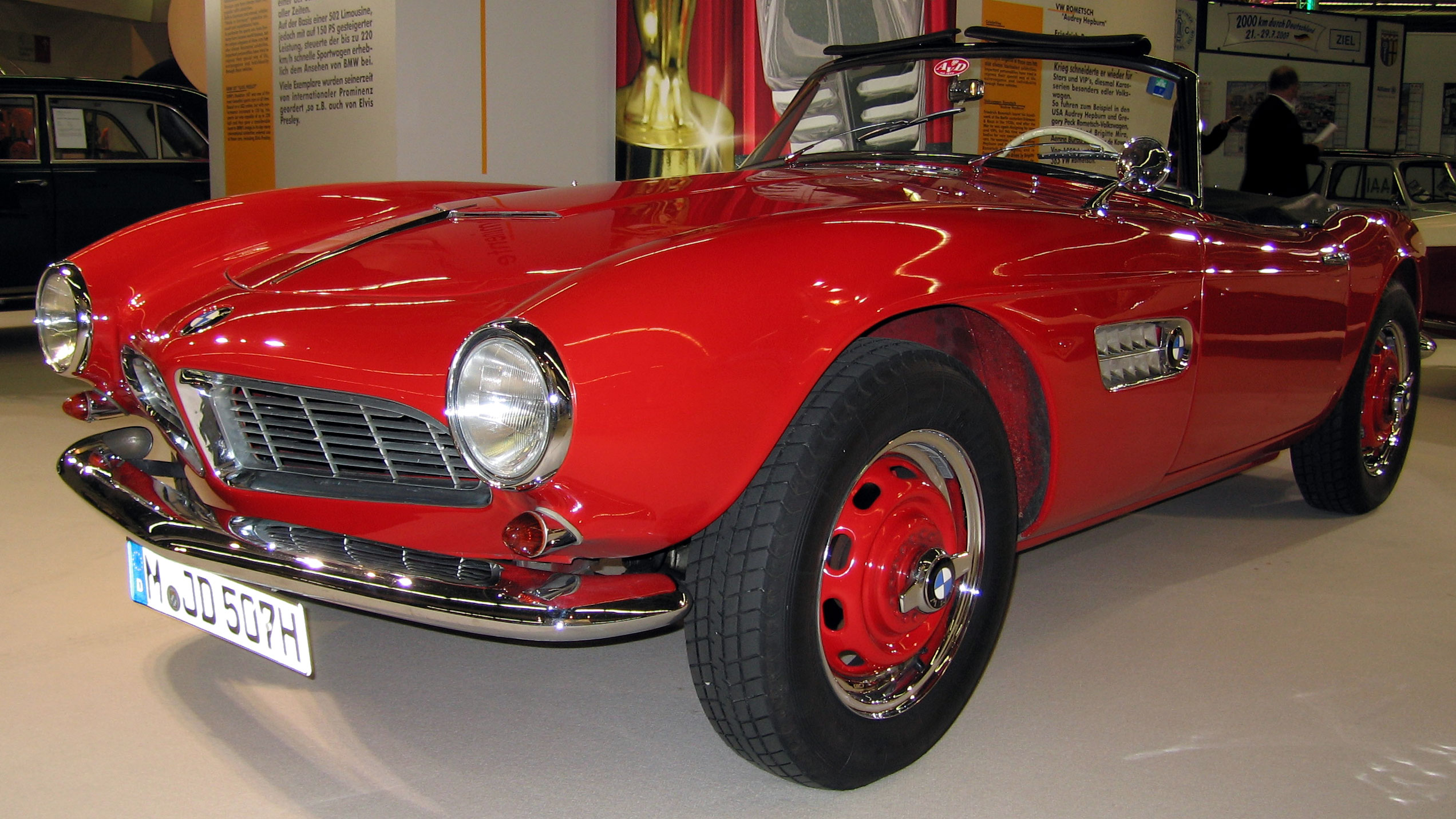
BMW 507

Albrecht hrabě von Goertz (12. ledna 1914 – 27. října 2006) byl německý designer. Jeho nejslavnějším počinem byl návrh vozu BMW 507.
Von Goertz pocházel z aristokratického rodu. Už v mládí rád kreslil a zabýval se i meditací. V mládí kvůli zálibě v automobilech přerušil studia na hamburské Deutsche Bank a odešel do Londýna pracovat v bankovnictví. Kvůli totalitě v rodné zemi emigroval v roce 1936 do Spojených států, kde pracoval v karosářské dílně. Po zisku amerického občanství byl povolán do vojenské služby na 5 let do Pacifiku. Po válce byl zaměstnancem firmy Studebaker v Indianě. Už po třech letech z firmy odešel a založil vlastní společnost Goertz Industrial Design, která působila v New Yorku. Od roku 1953 se přátelil s Maxem Hoffmannem. Právě ten ho doporučil automobilce BMW. Kromě modelu 507 je von Goertz podepsán i pod typem 503. Navrhoval také fotoaparáty Agfa, stolní hodiny Kienzle, kuchyňské přístroje Rowenta, oblečení Puma, kamery Polaroid a plnicí pera Mont Blanc. Kromě automobilů BMW navrhl i vozy Datsun Silvia a Datsun 240Z.